# 狼队足球俱乐部
伍尔弗汉普顿流浪者足球俱乐部（英語：Wolverhampton Wanderers Football Club，i/ˌwʊlvərˈhæmptən/），簡稱狼隊（Wolves），是一家位於英格蘭西密德蘭伍爾弗漢普頓的職業足球會，目前於英超比賽。球會成立於1877年，是英格蘭足球聯賽創始成員，主場為莫利纽克斯球场。

## 历史
狼队早在1877年已經成立，曾在1893年、1908年及1949年三次奪得英格蘭足總盃錦標。在上世紀五十年代，狼隊更曾三奪當時的頂級甲組聯賽冠軍，又在歐洲賽取得好成績。不過狼隊在上世紀七十年代末期成績開始滑落，球會更出現財務問題，在1984年由頂級甲組聯賽降班後，兩年內連降兩級，至1986年降班至第四級的丁組聯賽。雖然狼隊在1989年回升次級的乙組聯賽，但之後十多年狼隊均無法取得升班資格返回頂級聯賽。
英超成立後，狼隊曾三次升上英超：
第一次是2003年，但次年以英超榜末成績返回英冠。
第二次是2009年，這次狼隊連續兩屆都護級成功，但在2012年再以英超榜末成績返回英冠，再於翌年降至英甲，是第二次背對背降班，但僅一季後便取得冠軍回升英冠。
2017/18年度英冠聯賽，狼隊奪得冠軍。2018/19年度球季回升英超作賽。再次返回英超作賽的狼隊有出色的表現，曾在聯賽擊敗曼聯、車路士、熱刺及阿仙奴四支前列勁旅，在足總盃亦淘汰利物浦及曼聯打進最後四強。最終狼隊本季取得英超第七名，取得球會歷來最佳的英超成績，亦取得參加來屆的歐霸盃外圍賽資格。
2019/20年度球季，狼隊在歐霸盃由外圍賽開始，先後擊敗拖連奴、施洛雲、比錫達斯、愛斯賓奴和奧林比亞高斯等球隊，晉級八強，最後在半準決賽以0-1不敵後來在歐霸奪冠的西維爾出局。英超方面，狼隊季初一度因要分心應付歐霸盃賽事，聯賽成績一度未如理想，但季中開始有所改善，最後取得英超第七名。但由於本屆聯賽第八名球隊阿仙奴最後奪得英格蘭足總盃冠軍，狼隊雖然聯賽排名與上屆相同，但未能再次取得來屆歐霸盃參賽資格。2020/21年度球季，狼隊在前鋒主將魯爾·占美尼斯長期因傷缺陣下，聯賽成績有所下滑，僅以第十三名完成球季。
狼隊的陣中正選球員曾經有一段相當長時間同時為葡萄牙國家隊的成員或者擁有葡萄牙籍，其前任領隊紐奴和般奴拉吉亦是葡萄牙人，所以狼隊被球迷戲稱為「葡萄牙國家B隊」。

## 大事紀年
| 年 份   | 事 項                                                                                    |
| ------- | ---------------------------------------------------------------------------------------- |
| 1888-89 | 足球聯盟創始成員。決賽0-3負於普雷斯頓，足總盃亞軍                                        |
| 1889-90 | 晉身足總盃四強                                                                           |
| 1892-93 | 決賽1-0擊敗，足總盃冠軍                                                                  |
| 1895-96 | 決賽1-2負於，足總盃亞軍                                                                  |
| 1906    | 甲組聯賽排第廿位，降級乙組                                                               |
| 1907-08 | 決賽3-1擊敗，足總盃冠軍（第二次）                                                        |
| 1920-21 | 決賽0-1負於，足總盃亞軍                                                                  |
| 1923    | 乙組聯賽排第廿二位，降級北區丙組                                                         |
| 1923-24 | 北區丙組聯冠軍，升級乙組                                                                 |
| 1931-32 | 乙組聯賽冠軍，升級甲組                                                                   |
| 1937-38 | 甲組聯賽亞軍                                                                             |
| 1938-39 | 甲組聯賽亞軍。決賽1-4負於，足總盃亞軍                                                    |
| 1946-47 | 戰後聯賽重開。甲組聯賽以較差得失球率屈居季軍                                             |
| 1948-49 | 決賽3-1擊敗莱斯特城，足總盃冠軍（第三次）                                                |
| 1949-50 | 甲組聯賽以較差得失球率屈居亞軍                                                           |
| 1950-51 | 晉身足總盃四強                                                                           |
| 1953-54 | 甲組聯賽冠軍                                                                             |
| 1954-55 | 甲組聯賽亞軍                                                                             |
| 1955-56 | 甲組聯賽以較差得失球率屈居季軍                                                           |
| 1957-58 | 甲組聯賽冠軍（第二次）                                                                   |
| 1958-59 | 甲組聯賽冠軍（第三次）                                                                   |
| 1959-60 | 甲組聯賽亞軍。歐洲盃晉身八強。決賽3-0擊敗，足總盃冠軍（第四次）                          |
| 1960-61 | 歐洲盃賽冠軍盃晉身四強                                                                   |
| 1965    | 甲組聯賽排第廿一位，降級乙組                                                             |
| 1966-67 | 乙組聯賽亞軍，升級甲組                                                                   |
| 1971-72 | 決賽兩回合累計2-3負於，歐洲足協盃亞軍                                                    |
| 1972-73 | 晉身聯賽盃四強。晉身足總盃四強                                                           |
| 1973-74 | 決賽2-1擊敗曼城，聯賽杯冠軍                                                              |
| 1976    | 甲組聯賽排第廿位，降級乙組                                                               |
| 1976-77 | 乙組聯賽冠軍，升級甲組                                                                   |
| 1978-79 | 晉身足總盃四強                                                                           |
| 1979-80 | 決賽1-0擊敗，聯賽盃冠軍（第二次）                                                        |
| 1980-81 | 晉身足總盃四強                                                                           |
| 1982    | 甲組聯賽排第廿二位，降級乙組                                                             |
| 1982-83 | 乙組聯賽亞軍，升級甲組                                                                   |
| 1984    | 甲組聯賽排第廿二位，降級乙組                                                             |
| 1985    | 乙組聯賽排第廿二位，降級丙組                                                             |
| 1986    | 丙組聯賽排第廿三位，降級丁組                                                             |
| 1986-87 | 丁組聯賽排第四位，附加賽準決賽兩回合累計2-0擊敗，決賽兩回合累計0-3負於                   |
| 1987-88 | 丁組聯賽冠軍，升級丙組                                                                   |
| 1988-89 | 丙組聯賽冠軍，升級乙組                                                                   |
| 1992-93 | 英超聯賽成立，乙組更名甲組《II》                                                         |
| 1994-95 | 甲組《II》聯賽排第四位，附加賽準決賽兩回合累計2-3負於                                    |
| 1996-97 | 甲組《II》聯賽排第三位，附加賽準決賽兩回合累計3-4負於水晶宮                              |
| 1997-98 | 晉身足總盃四強                                                                           |
| 2001-02 | 甲組《II》聯賽排第三位，附加賽準決賽兩回合累計2-3負於诺里奇城                            |
| 2002-03 | 甲組《II》聯賽排第五位，附加賽準決賽兩回合累計3-1擊敗雷丁，千禧球場決賽3-0擊敗，升級英超 |
| 2004    | 英超聯賽排第廿位，降級甲組《II》（更名"冠軍聯賽"）                                       |
| 2006-07 | 英冠聯賽排第五位，附加賽準決賽兩回合累計2-4負於                                          |
| 2008-09 | 英冠聯賽冠軍，升級英超                                                                   |
| 2010-11 | 英超聯賽最後一輪主場雖然以2-3不敵布力般流浪，但以較佳的得失球差排第十七位，成功護級      |
| 2011-12 | 第35週比賽主場以0-2不敵應屆冠軍曼城，提前宣佈來屆降級英冠                                |
| 2012-13 | 最後一週比賽作客以0-2負，降級英甲，連續兩年降班                                          |
| 2013-14 | 英甲聯賽冠軍，升級英冠                                                                   |
| 2017-18 | 英冠聯賽冠軍，升級英超                                                                   |
| 2018-19 | 晉身足總盃四強                                                                           |
| 2019-20 | 晉身歐霸盃八強                                                                           |
| 2022-23 | 晉身聯賽盃八強                                                                           |

## 近況
- 2022年10月2日，球隊聯賽近15場只得1勝5和9負，成績差劣，解僱領隊般奴·拿治（Bruno Lage），助教阿歷斯·施華（Alex Silva）、體能教練卡路士·卡查達（Carlos Cachada）、教練莊尼·干斯卡奧（Jhony Conceição）、路爾斯·納西門托（Luis Nascimento）及分析師迪亞高·甘馬曹（Diogo Camacho）亦一同離隊，U18領隊史提夫·戴維斯（英语：Steve Davis (footballer, born 1965)）（Steve Davis）暫時署任領隊職務，並會由U23領隊占美·哥連斯（英语：Jamie Collins (footballer, born 1978)）（Jamie Collins）協助[2]。
- 2022年11月5日，委任前皇家馬德里及西維爾領隊（Julen Lopetegui）接掌帥印，雙方簽約三年，並於11月14日正式上任[3]。
- 2022年11月10日，公佈六人新教練團隊成員名單，包括助教柏保路·桑斯（英语：Pablo Sanz (footballer, born 1973)）（Pablo Sanz）、桑·佩納多（Juan Peinado）、教練伊度·魯比奧（Edu Rubio）、體能教練奧斯卡·卡羅（Óscar Caro）、表現分析師丹尼爾·盧柏迪古（Daniel Lopetegui）及技術顧問法蘭·加拉加薩（Fran Garagarza）[4]。
- 2022年11月24日，技術總監史葛·施拿士（Scott Sellars）離隊，結束自2014年起，在球隊不同崗位長達8年的服務[5]。
- 2022年11月24日，自2015年起效力球隊的首席球探馬特·賀比斯（Matt Hobbs）升任體育總監[6]。
- 2022年12月7日，再新增一名教練團隊成員，體能教練保查·迪·艾巴·阿朗素（Borja de Alba Alonso），另外自2021年起效力球隊的門將教練東尼·羅拔斯（英语：Tony Roberts (footballer)）（Tony Roberts）亦確認留隊[7]。

### 盃賽成績
| 圈數       | 日期           | 主／客   | 對賽球隊   | 紀錄                      |
| 聯 賽 盃   | 聯 賽 盃       | 聯 賽 盃 | 聯 賽 盃   | 聯 賽 盃                  |
| ---------- | -------------- | -------- | ---------- | ------------------------- |
| 第二圈     | 2022年8月23日  | 主       | 普雷斯頓   | 勝2 - 1                   |
| 第三圈     | 2022年11月9日  | 主       | 列斯聯     | 勝1 - 0                   |
| 第四圈     | 2022年12月20日 | 主       | 基寧咸     | 勝2 - 0                   |
| 半準決賽   | 2023年1月11日  | 客       | 諾定咸森林 | 和1 - 1 互射十二碼負3 - 4 |
| 足 總 盃   |                |          |            |                           |
| 第三圈     | 2023年1月7日   | 客       | 利物浦     | 和2 - 2                   |
| 第三圈重賽 | 2023年1月17日  | 主       | 利物浦     | 負0 - 1                   |

## 主場球場

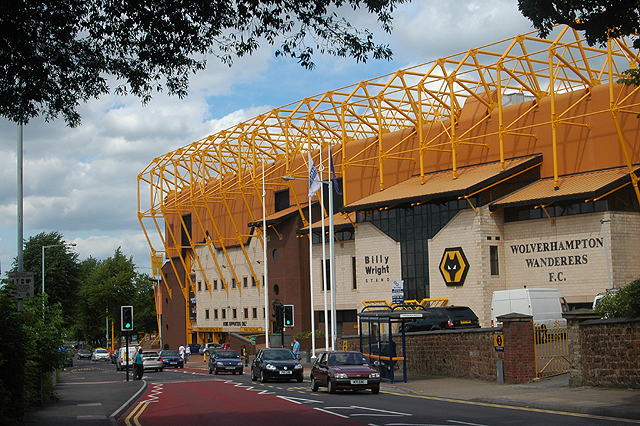
摩連納斯球場

狼隊在摩連納斯球場（Molineux Stadium）比賽已經超過100年，自1889年開始已成為球隊的主場球場。球場位於環市公路外圍，離市中心約1哩。
50年代在球隊的高峰期，摩連納斯場球經常站滿50,000名熱情的球迷。最高入場人數紀錄為1939年2月11日對利物浦時創出的61,315人。早年莫利纽克斯球场亦是英格蘭的主場球場，最後一場國家隊比賽為1956年12月5日瑞典世界盃外圍賽以5-2擊敗丹麥。
80年代狼隊處於低潮，因而缺乏資金維修球場，部分看台因安全條例而關閉。直到入主球隊，球場才獲得足夠資金重建日久失修的看台，並在1991年開始工程，於1993年整體重建完成，耗資約2,000萬英鎊。
在1993/94球季，當時球場滿座時可容納28,000名觀眾，是英格蘭有數的大球場之一，但當狼隊在2003年升級英超時，球場卻已經變成眾多英超球場中第五最小的球場。

## 榮譽

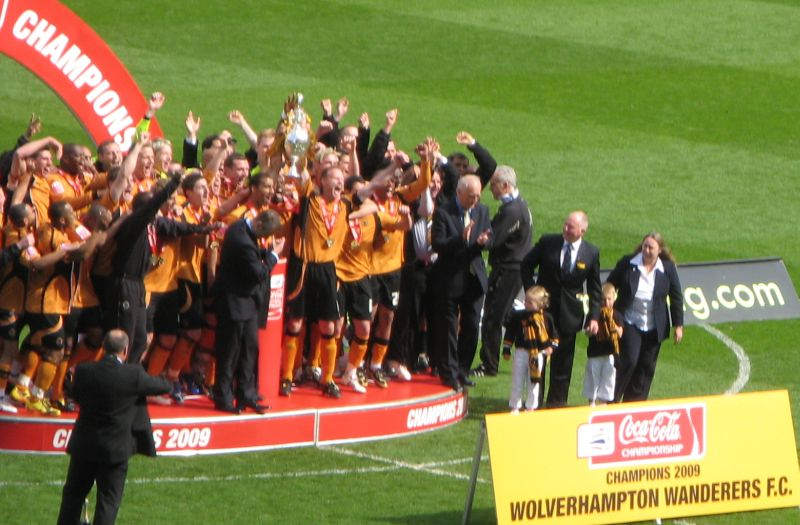
狼隊慶祝奪得2008/09年英冠冠軍

| 榮譽                      | 次數        | 年度                                                  |
| 聯 賽 比 賽               | 聯 賽 比 賽 | 聯 賽 比 賽                                           |
| ------------------------- | ----------- | ----------------------------------------------------- |
| 甲組〈I〉聯賽 冠軍        | 3           | 1953/54年、1957/58年、1958/59年                       |
| 甲組〈I〉聯賽 亞軍        | 5           | 1937/38年、1938/39年、1949/50年、1954/55年、1959/60年 |
| 冠軍〈II〉聯賽 冠軍       | 2           | 2008/09年、2017/18年                                  |
| 乙組〈II〉聯賽 冠軍       | 2           | 1931/32年、1976/77年                                  |
| 甲組〈II〉聯賽附加賽 冠軍 | 1           | 2003年                                                |
| 甲組〈III〉聯賽 冠軍      | 1           | 2013/14年                                             |
| 丙組〈III〉聯賽 冠軍      | 1           | 1988/89年                                             |
| 北區丙組聯賽 冠軍         | 1           | 1923/24年                                             |
| 丁組〈IV〉聯賽 冠軍       | 1           | 1987/88年                                             |
| 杯 賽 比 賽               |             |                                                       |
| 足總杯 冠軍               | 4           | 1893年、1908年、1949年、1960年                        |
| 足總杯 亞軍               | 4           | 1889年、1896年、1921年、1939年                        |
| 足总青年杯 冠軍           | 1           | 1958年                                                |
| 聯賽杯 冠軍               | 2           | 1974年、1980年                                        |
| 聯賽錦標 冠軍             | 1           | 1988年                                                |
| 德士古杯 冠軍             | 1           | 1971年                                                |
| 慈善盾 冠軍               | 4           | 1949年*、1954年*、1959年*、1960年** 並列              |
| 歐 洲 比 賽               |             |                                                       |
| 亞軍                      | 1           | 1972年                                                |
| 其 他 比 賽               |             |                                                       |
| 美國聯合足球協會 冠軍     | 1           | 1967年(以加州狼隊的名義參賽)                          |

## 球員名單（2025/26）
1. 粗體字為新加盟球員（青年隊提升不計）。
2. 2025年夏季轉會窗（英语：List of English football transfers summer 2025）：6月1日至10日，6月16日至9月1日。

### 目前效力
| 號碼  | 國籍     | 球員                                   | 位置     | 年齡  | 加盟年份 | 前屬球會      | 轉會費    |
| 門 將 | 門 將    | 門 將                                  | 門 將    | 門 將 | 門 將    | 門 將         | 門 將     |
| ----- | -------- | -------------------------------------- | -------- | ----- | -------- | ------------- | --------- |
| 1     | 葡萄牙   | （José Sá）                            | 門將     | 32    | 2021     | 奧林比亞高斯  | 720萬鎊   |
| 25    | 英格兰   | （Daniel Bentley）                     | 門將     | 32    | 2023     | 布里斯托尔城  | 50萬鎊    |
| 31    | 英格兰   | （Sam Johnstone）                      | 門將     | 32    | 2024     | 水晶宫        | 1,000萬鎊 |
| 後 衛 |          |                                        |          |       |          |               |           |
| 2     | 爱尔兰   | 馬特·（Matt Doherty）                  | 右閘     | 33    | 2023     | 马德里竞技    | 自由轉會  |
| 3     | 西班牙   | （Hugo Bueno）                         | 左閘     | 22    | 2020     | 青年隊        | 不適用    |
| 4     | 乌拉圭   | （Santiago Bueno）                     | 中堅     | 26    | 2023     | 基羅納        | 1,000萬鎊 |
| 6     | 挪威     | 大衛·慕拿·沃爾夫（David Møller Wolfe） | 左閘     | 23    | 2025     | 阿爾克馬爾    | 1,050萬鎊 |
| 12    | 科特迪瓦 | 艾曼纽尔·阿格巴杜（Emmanuel Agbadou）  | 中堅     | 28    | 2025     | 蘭斯          | 1,680萬鎊 |
| 15    | 哥伦比亚 | （Yerson Mosquera）                    | 中堅     | 24    | 2021     | 國民體育會    | 468萬鎊   |
| 24    | 葡萄牙   | （Tote Gomes）                         | 中堅     | 26    | 2020     | 艾斯杜尼      | 90萬鎊    |
| 26    | 荷兰     | （Ki-Jana Hoever）                     | 右閘     | 23    | 2020     | 利物浦        | 880萬鎊   |
| 37    | 巴西     | ·利馬（Pedro Lima）                    | 右閘     | 19    | 2024     | 利斯菲        | 850萬鎊   |
| 中 場 |          |                                        |          |       |          |               |           |
| 5     | 辛巴威   | 馬歇爾·芒西（Marshall Munetsi）        | 正中場   | 29    | 2025     | 蘭斯          | 1,500萬鎊 |
| 7     | 巴西     | 安德烈（André）                        | 防守中場 | 24    | 2024     | 富明尼斯      | 1,850萬鎊 |
| 8     | 巴西     | （João Gomes）                         | 正中場   | 24    | 2023     | 法林明高      | 1,660萬鎊 |
| 27    | 法國     | （Jean-Ricner Bellegarde）             | 正中場   | 27    | 2023     | 斯特拉斯堡    | 1,280萬鎊 |
| 28    | 西班牙   | （Fer López）                          | 右翼     | 21    | 2025     | 切爾達B       | 1,960萬鎊 |
| 前 鋒 |          |                                        |          |       |          |               |           |
| 9     | 挪威     | （Jørgen Strand Larsen）               | 中鋒     | 25    | 2024     | 切爾達        | 2,320萬鎊 |
| 10    | 哥伦比亚 | 约翰·阿里亚斯（Jhon Arias）            | 右翼     | 27    | 2025     | 富明尼斯      | 1,480萬鎊 |
| 11    | 大韩民国 | 黃喜燦（Hee-chan Hwang）               | 中鋒     | 29    | 2022     | RB萊比錫      | 1,500萬鎊 |
| 18    | 奥地利   | （Saša Kalajdžić）                     | 中鋒     | 28    | 2022     | 斯图加特      | 1,500萬鎊 |
| 20    | 葡萄牙   | （Fábio Silva）                        | 中鋒     | 23    | 2020     | 波圖          | 3,600萬鎊 |
| 21    | 葡萄牙   | 罗德里戈·戈梅斯（Rodrigo Gomes）       | 右翼     | 22    | 2024     | 布拉加        | 1,300萬鎊 |
| 23    | 辛巴威   | 塔萬達·奇雷瓦（Tawanda Chirewa）       | 右翼     | 21    | 2023     | 伊普斯威奇U21 | 自由轉會  |
| 30    | 巴拉圭   | （Enso González）                      | 左翼     | 20    | 2023     | 自由          | 500萬鎊   |
| 63    | 爱尔兰   | 內森·弗雷澤（Nathan Fraser）           | 中鋒     | 20    | 2022     | 青年隊        | 不適用    |

1. ↑  另浮動條款470萬鎊
2. ↑  另浮動條款250萬鎊
3. ↑  另浮動條款130萬鎊
4. ↑  租借一季(24/25)後買斷，租借費255萬鎊
5. ↑  租借一季(21/22)後買斷，租借費170萬鎊

### 外借球員
| 號碼             | 國籍             | 球員                        | 位置             | 年齡             | 加盟年份         | 外借球會         | 外借球季         |
| 2025年夏季轉會窗 | 2025年夏季轉會窗 | 2025年夏季轉會窗            | 2025年夏季轉會窗 | 2025年夏季轉會窗 | 2025年夏季轉會窗 | 2025年夏季轉會窗 | 2025年夏季轉會窗 |
| ---------------- | ---------------- | --------------------------- | ---------------- | ---------------- | ---------------- | ---------------- | ---------------- |
| 6                | 马里             | （Boubacar Traoré）         | 防守中場         | 23               | 2023             | 梅斯             | 25/26球季        |
| 20               | 英格兰           | （Tommy Doyle）             | 正中場           | 23               | 2023             | 伯明翰城         | 25/26球季        |
| 34               | 布吉納法索       | 雅库巴·吉加（Nasser Djiga） | 中堅             | 22               | 2025             | 格拉斯哥流浪者   | 25/26球季        |

### 離隊球員
1. 『*』為先租出一季或半季後售出。

| 號碼             | 國籍             | 球員                                | 位置             | 年齡             | 加盟年份         | 加盟球會         | 轉會費           |
| 2025年夏季轉會窗 | 2025年夏季轉會窗 | 2025年夏季轉會窗                    | 2025年夏季轉會窗 | 2025年夏季轉會窗 | 2025年夏季轉會窗 | 2025年夏季轉會窗 | 2025年夏季轉會窗 |
| ---------------- | ---------------- | ----------------------------------- | ---------------- | ---------------- | ---------------- | ---------------- | ---------------- |
| 3                | 阿尔及利亚       | （Rayan Aït-Nouri）                 | 左閘             | 24               | 2021             | 曼城             | 3,300萬鎊        |
| 10               | 巴西             | （Matheus Cunha）                   | 中鋒             | 26               | 2023             | 曼聯             | 6,255萬鎊        |
| 15               | 英格兰           | （Craig Dawson）                    | 中堅             | 35               | 2023             | 自由球員         | 自由轉會         |
| 21               | 西班牙           | （Pablo Sarabia）                   | 右翼             | 33               | 2023             | 多哈阿拉比       | 自由轉會         |
| 22               | 葡萄牙           | （Nélson Semedo）                   | 右閘             | 31               | 2020             | 費倫巴治         | 自由轉會         |
| 23               | 葡萄牙           | （Francisco Chiquinho）             | 左翼             | 25               | 2022             | 阿尔韦卡         | 待查             |
| 26               | 葡萄牙           | （Carlos Forbs）                    | 左翼             | 21               | 2024             | 阿贾克斯         | 租借歸還         |
| 29               | 葡萄牙           | （Gonçalo Guedes）                  | 左翼             | 28               | 2022             | 皇家蘇斯達       | 350萬鎊          |
| 32               | 爱尔兰           | （Joe Hodge）                       | 防守中場         | 22               | 2021             | 唐迪拉           | 待查             |
| 33               | 法國             | 巴斯蒂安·梅納朱（Bastien Meupiyou） | 中堅             | 19               | 2024             | 阿尔韦卡         | 待查             |
| 40               | 威尔士           | （Tom King）                        | 門將             | 30               | 2023             | 埃弗顿           | 待查             |
| 67               | 印度尼西亚       | 贾斯廷·胡布内尔（Justin Hubner）    | 中后卫           | 27               | 2023             | 自由球員         | 自由轉會         |
| 77               | 威尔士           | 坎姆·坎貝爾（Chem Campbell）        | 進攻中場         | 22               | 2020             | 史提芬納治       | 待查             |

## 著名球星

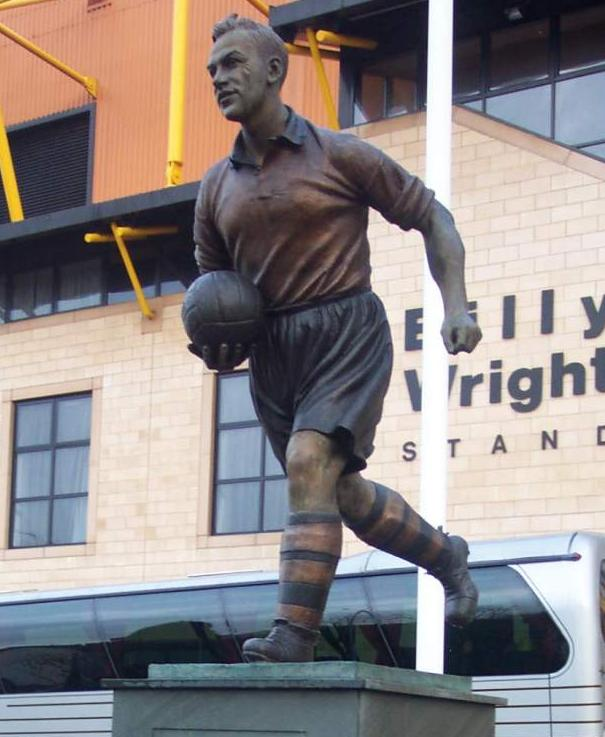
比利·赖特的銅像

- 比利·胡禮，OBE（Billy Wright）：首位代表國家隊達100場的足球員（總共代表105次），更90次作為英格蘭的隊長。
- ，MBE（Steve Bull）：以457球成為狼隊歷來的首席射手。
- （Derek Dougan）
- （John Richards）
- （Frank Munro）
- （Kenny Hibbitt）
- （Andy Gray）
- 羅比·堅尼（Robbie Keane）
- 保羅·恩斯（Paul Ince）

## 外部連結
- 官方网站（英文）